# Mexikó a 2008. évi nyári olimpiai játékokon
Mexikó a kínai Pekingben megrendezett 2008. évi nyári olimpiai játékok egyik részt vevő nemzete volt. Az országot az olimpián 23 sportágban 83 sportoló képviselte, akik összesen 3 érmet szereztek.

## Érmesek
| Érem  | Versenyző                    | Sportág   | Versenyszám              |
| ----- | ---------------------------- | --------- | ------------------------ |
| Arany | Guillermo Pérez              | Taekwondo | Férfi légsúly            |
| Arany | María Espinoza               | Taekwondo | Női nehézsúly            |
| Bronz | Paola Espinosa Tatiana Ortíz | Műugrás   | Női szinkron toronyugrás |

## Asztalitenisz
Női
| Versenyző    | Versenyszám | Selejtező                                     | 64-es főtábla     | 48-as főtábla     | 32-es főtábla     | Nyolcaddöntő      | Negyeddöntő       | Elődöntő          | Döntő             | Helyezés |
| Versenyző    | Versenyszám | Ellenfél Eredmény                             | Ellenfél Eredmény | Ellenfél Eredmény | Ellenfél Eredmény | Ellenfél Eredmény | Ellenfél Eredmény | Ellenfél Eredmény | Ellenfél Eredmény | Helyezés |
| ------------ | ----------- | --------------------------------------------- | ----------------- | ----------------- | ----------------- | ----------------- | ----------------- | ----------------- | ----------------- | -------- |
| Yadira Silva | Egyes       | Andrea Bakula (CRO) · 10–12, 8–11, 2–11, 8–11 | kiesett           | kiesett           | kiesett           | kiesett           | kiesett           | kiesett           | kiesett           | 64.      |

## Atlétika
Férfi
| Versenyző          | Versenyszám     | Előfutam      | Előfutam      | Előfutam      | Elődöntő | Elődöntő | Elődöntő | Döntő         | Döntő         |
| Versenyző          | Versenyszám     | Idő           | Hely.         | Össz.         | Idő      | Hely.    | Össz.    | Idő           | Helyezés      |
| ------------------ | --------------- | ------------- | ------------- | ------------- | -------- | -------- | -------- | ------------- | ------------- |
| Juan Luis Barrios  | 1500 m          | nem indult el | nem indult el | nem indult el | kiesett  | kiesett  | kiesett  | kiesett       | kiesett       |
| Juan Luis Barrios  | 5000 m          | 13:42,39      | 7.            | 11.           |          |          |          | 13:19,79      | 7.            |
| José David Galván  | 5000 m          | nem indult el | nem indult el | nem indult el | kiesett  | kiesett  | kiesett  | kiesett       | kiesett       |
| José David Galván  | 10 000 m        |               |               |               |          |          |          | nem ért célba | nem ért célba |
| Juan Carlos Romero | 10 000 m        |               |               |               |          |          |          | 28:26,57      | 29.           |
| Alejandro Suárez   | 10 000 m        |               |               |               |          |          |          | 29:24,78      | 35.           |
| Francisco Bautista | Maraton         |               |               |               |          |          |          | 2:29:28       | 66.           |
| Carlos Cordero     | Maraton         |               |               |               |          |          |          | 2:18:40       | 32.           |
| Procopio Franco    | Maraton         |               |               |               |          |          |          | 2:23:24       | 47.           |
| David Mejía        | 20 km gyaloglás |               |               |               |          |          |          | 1:26:45       | 36.           |
| Eder Sánchez       | 20 km gyaloglás |               |               |               |          |          |          | 1:21:53       | 15.           |
| Mario Iván Flores  | 50 km gyaloglás |               |               |               |          |          |          | 3:58:04       | 23.           |
| Horacio Nava       | 50 km gyaloglás |               |               |               |          |          |          | 3:45:21       | 6.            |
| Jesús Sánchez      | 50 km gyaloglás |               |               |               |          |          |          | 3:52:58       | 18.           |

| Versenyző        | Versenyszám | Selejtező | Selejtező | Döntő    | Döntő    |
| Versenyző        | Versenyszám | Eredmény  | Helyezés  | Eredmény | Helyezés |
| ---------------- | ----------- | --------- | --------- | -------- | -------- |
| Gerardo Martínez | Magasugrás  | 215 cm    | 33.*      | kiesett  | kiesett  |
| Geovanni Lanaro  | Rúdugrás    | 545 cm    | 25.*      | kiesett  | kiesett  |

Női
| Versenyző                                                   | Versenyszám     | Előfutam | Előfutam | Előfutam | Elődöntő | Elődöntő | Elődöntő | Döntő    | Döntő    |
| Versenyző                                                   | Versenyszám     | Idő      | Hely.    | Össz.    | Idő      | Hely.    | Össz.    | Idő      | Helyezés |
| ----------------------------------------------------------- | --------------- | -------- | -------- | -------- | -------- | -------- | -------- | -------- | -------- |
| Gabriela Medina                                             | 400 m           | 51,96    | 3.       | 22.      | 52,97    | 8.       | 23.      | kiesett  | kiesett  |
| Dulce María Rodríguez                                       | 10 000 m        |          |          |          |          |          |          | 32:58,04 | 27.      |
| Karina Pérez                                                | Maraton         |          |          |          |          |          |          | 2:47:02  | 61.      |
| Madai Pérez                                                 | Maraton         |          |          |          |          |          |          | 2:31:47  | 19.      |
| Patricia Rétiz                                              | Maraton         |          |          |          |          |          |          | 2:39:34  | 55.      |
| Ruth Grajeda Gabriela Medina Nallely Vela Zudikey Rodríguez | 4 × 400 m váltó | 3:30,36  | 7.       | 14.      |          |          |          | kiesett  | kiesett  |

| Versenyző          | Versenyszám | Selejtező                | Selejtező                | Döntő    | Döntő    |
| Versenyző          | Versenyszám | Eredmény                 | Helyezés                 | Eredmény | Helyezés |
| ------------------ | ----------- | ------------------------ | ------------------------ | -------- | -------- |
| María Romary Rifka | Magasugrás  | érvényes kísérlet nélkül | érvényes kísérlet nélkül | kiesett  | kiesett  |

* - két másik versenyzővel azonos eredményt ért el

## Birkózás

### Férfi
Szabadfogású
| Versenyző          | Versenyszám | Selejtező                       | Nyolcaddöntő      | Negyeddöntő       | Elődöntő          | Vigaszág első kör | Vigaszág elődöntő | Bronz- mérkőzés   | Döntő             | Helyezés |
| Versenyző          | Versenyszám | Ellenfél Eredmény               | Ellenfél Eredmény | Ellenfél Eredmény | Ellenfél Eredmény | Ellenfél Eredmény | Ellenfél Eredmény | Ellenfél Eredmény | Ellenfél Eredmény | Helyezés |
| ------------------ | ----------- | ------------------------------- | ----------------- | ----------------- | ----------------- | ----------------- | ----------------- | ----------------- | ----------------- | -------- |
| Lawrence Langowski | 120 kg      | Fardin Maszumi (IRI) · 0–6, 0–6 | kiesett           | kiesett           | kiesett           |                   |                   |                   |                   | 20.      |

## Cselgáncs
Férfi
| Versenyző       | Versenyszám  | Selejtező         | 32-es főtábla                             | Nyolcaddöntő      | Negyeddöntő       | Elődöntő          | Vigaszág első kör | Vigaszág negyeddöntő | Vigaszág elődöntő | Bronz- mérkőzés   | Döntő             | Helyezés |
| Versenyző       | Versenyszám  | Ellenfél Eredmény | Ellenfél Eredmény                         | Ellenfél Eredmény | Ellenfél Eredmény | Ellenfél Eredmény | Ellenfél Eredmény | Ellenfél Eredmény    | Ellenfél Eredmény | Ellenfél Eredmény | Ellenfél Eredmény | Helyezés |
| --------------- | ------------ | ----------------- | ----------------------------------------- | ----------------- | ----------------- | ----------------- | ----------------- | -------------------- | ----------------- | ----------------- | ----------------- | -------- |
| Arturo Martínez | Félnehézsúly |                   | Franck Martial Moussima (CMR) · 0001–0100 | kiesett           | kiesett           | kiesett           |                   |                      |                   |                   |                   | 21.      |

Női
| Versenyző                | Versenyszám | Selejtező         | Nyolcaddöntő                    | Negyeddöntő                   | Elődöntő          | Vigaszág első kör | Vigaszág negyeddöntő                   | Vigaszág elődöntő | Bronz- mérkőzés   | Döntő             | Helyezés |
| Versenyző                | Versenyszám | Ellenfél Eredmény | Ellenfél Eredmény               | Ellenfél Eredmény             | Ellenfél Eredmény | Ellenfél Eredmény | Ellenfél Eredmény                      | Ellenfél Eredmény | Ellenfél Eredmény | Ellenfél Eredmény | Helyezés |
| ------------------------ | ----------- | ----------------- | ------------------------------- | ----------------------------- | ----------------- | ----------------- | -------------------------------------- | ----------------- | ----------------- | ----------------- | -------- |
| Vanessa Martina Zambotti | Nehézsúly   |                   | Karina Bryant (GBR) · 0021–0001 | Cukada Maki (JPN) · 0000–1000 |                   |                   | Anne-Sophie Mondière (FRA) · 0000–1010 | kiesett           | kiesett           |                   | 9.       |

## Evezés
Férfi
| Versenyző       | Versenyszám  | Előfutam | Előfutam | Középdöntő | Középdöntő | Elődöntő | Elődöntő | Elődöntő | Döntő | Döntő   | Döntő | Helyezés |
| Versenyző       | Versenyszám  | Idő      | Hely.    | Idő        | Hely.      | Típus    | Idő      | Hely.    | Típus | Idő     | Hely. | Helyezés |
| --------------- | ------------ | -------- | -------- | ---------- | ---------- | -------- | -------- | -------- | ----- | ------- | ----- | -------- |
| Patrick Loliger | Egypárevezős | 7:22,55  | 3.       | 7:04,30    | 4.         | C/D      | 7:15,53  | 1.       | C     | 7:03,97 | 3.    | 15.      |

Női
| Versenyző                      | Versenyszám              | Előfutam | Előfutam | Vigaszág | Vigaszág | Elődöntő | Elődöntő | Elődöntő | Döntő | Döntő   | Döntő | Helyezés |
| Versenyző                      | Versenyszám              | Idő      | Hely.    | Idő      | Hely.    | Típus    | Idő      | Hely.    | Típus | Idő     | Hely. | Helyezés |
| ------------------------------ | ------------------------ | -------- | -------- | -------- | -------- | -------- | -------- | -------- | ----- | ------- | ----- | -------- |
| Gabriela Huerta Lila Pérez-Rul | Könnyűsúlyú kétpárevezős | 7:11,71  | 4.       | 7:41,97  | 4.       |          |          |          | C     | 7:17,21 | 1.    | 13.      |

## Íjászat
Férfi
| Versenyző          | Versenyszám | Selejtező | Selejtező | 64-es főtábla                       | 32-es főtábla                        | Nyolcaddöntő                        | Negyeddöntő                        | Elődöntő                         | Döntő                                               | Helyezés |
| Versenyző          | Versenyszám | Pont      | Kiemelt   | Ellenfél Eredmény                   | Ellenfél Eredmény                    | Ellenfél Eredmény                   | Ellenfél Eredmény                  | Ellenfél Eredmény                | Ellenfél Eredmény                                   | Helyezés |
| ------------------ | ----------- | --------- | --------- | ----------------------------------- | ------------------------------------ | ----------------------------------- | ---------------------------------- | -------------------------------- | --------------------------------------------------- | -------- |
| Juan René Serrano  | Egyéni      | 679       | 1.        | Joseph Muaausa (SAM) (64.) · 116–88 | Daniel Morillo (ESP) (33.) · 112–111 | Makszim Kunda (BLR) (48.) · 110–106 | Vic Wunderle (USA) (41.) · 113–106 | Pak Kjongmo (KOR) (4.) · 112–115 | Bronzmérkőzés · Bair Bagyonov (RUS) (31.) · 110–115 | 4.       |
| Luis Eduardo Vélez | Egyéni      | 660       | 24.       | Vic Wunderle (USA) (41.) · 102–106  | kiesett                              | kiesett                             | kiesett                            | kiesett                          | kiesett                                             | 52.*     |

Női
| Versenyző      | Versenyszám | Selejtező | Selejtező | 64-es főtábla                                       | 32-es főtábla                             | Nyolcaddöntő                            | Negyeddöntő                     | Elődöntő          | Döntő             | Helyezés |
| Versenyző      | Versenyszám | Pont      | Kiemelt   | Ellenfél Eredmény                                   | Ellenfél Eredmény                         | Ellenfél Eredmény                       | Ellenfél Eredmény               | Ellenfél Eredmény | Ellenfél Eredmény | Helyezés |
| -------------- | ----------- | --------- | --------- | --------------------------------------------------- | ----------------------------------------- | --------------------------------------- | ------------------------------- | ----------------- | ----------------- | -------- |
| Mariana Avitia | Egyéni      | 641       | 20.       | Szon Hjejong (PRK) (45.) · 112–107                  | Małgorzata Sobieraj (POL) (13.) · 110–109 | Hatuna Narimanidze (GEO) (4.) · 109–108 | Kvon Unszil (PRK) (5.) · 99–105 | kiesett           | kiesett           | 8.       |
| Aída Román     | Egyéni      | 646       | 12.       | Veronique Marrier D'Unienville (MRI) (53.) · 108–97 | Viktorija Koval (UKR) (21.) · 111–105     | Kvon Unszil (PRK) (5.) · 100–105        | kiesett                         | kiesett           | kiesett           | 13.      |

* - két másik versenyzővel azonos eredményt ért el

## Kajak-kenu

### Síkvízi
Férfi
| Versenyző                   | Versenyszám        | Előfutam | Előfutam | Előfutam | Elődöntő | Elődöntő | Elődöntő | Döntő   | Döntő    |
| Versenyző                   | Versenyszám        | Idő      | Hely.    | Össz.    | Idő      | Hely.    | Össz.    | Idő     | Helyezés |
| --------------------------- | ------------------ | -------- | -------- | -------- | -------- | -------- | -------- | ------- | -------- |
| Manuel Cortina              | Kajak egyes 500 m  | 1:40,626 | 4.       | 19.      | 1:48,333 | 7.       | 21.      | kiesett | kiesett  |
| Manuel Cortina              | Kajak egyes 1000 m | 3:41,433 | 7.       | 19.      | 3:43,017 | 7.       | 13.      | kiesett | kiesett  |
| José Cristóbal              | Kenu egyes 1000 m  | 4:15,280 | 6.       | 15.      | 4:04,267 | 6.       | 10.      | kiesett | kiesett  |
| José Cristóbal Dimas Camilo | Kenu kettes 500 m  | 1:54,090 | 8.       | 15.      | 1:48,853 | 9.       | 9.       | kiesett | kiesett  |
| José Cristóbal Dimas Camilo | Kenu kettes 1000 m | 3:51,684 | 6.       | 11.      | 3:49,695 | 7.       | 7.       | kiesett | kiesett  |

## Kerékpározás

### Országúti kerékpározás
Férfi
| Versenyző     | Versenyszám   | Idő             | Helyezés |
| ------------- | ------------- | --------------- | -------- |
| Moisés Aldape | Mezőnyverseny | 6:28:08 (+4:19) | 46.      |

Női
| Versenyző         | Versenyszám   | Idő             | Helyezés |
| ----------------- | ------------- | --------------- | -------- |
| Alessandra Grassi | Mezőnyverseny | 3:36:35 (+4:11) | 45.      |

## Lovaglás
Díjlovaglás
| Versenyző         | Ló      | Versenyszám | 1. kör | 1. kör | 2. kör | 2. kör | 3. kör | 3. kör | Végeredmény | Végeredmény |
| Versenyző         | Ló      | Versenyszám | Pont   | Hely.  | Pont   | Hely.  | Pont   | Hely.  | Pont        | Helyezés    |
| ----------------- | ------- | ----------- | ------ | ------ | ------ | ------ | ------ | ------ | ----------- | ----------- |
| Bernadette Pujals | Vincent | Egyéni      | 69,250 | 11.    | 71,000 | 6.     | 72,350 | 11.    | 71,675      | 9.          |

Díjugratás
| Versenyző                                                           | Ló                                         | Versenyszám | Selejtező | Selejtező | Selejtező | Selejtező | Selejtező | Selejtező | Selejtező | Selejtező | Döntő   | Döntő   | Döntő   | Döntő   | Végeredmény | Végeredmény |
| Versenyző                                                           | Ló                                         | Versenyszám | 1. kör    | 1. kör    | 2. kör    | 2. kör    | 2. kör    | 3. kör    | 3. kör    | 3. kör    | 1. kör  | 1. kör  | 2. kör  | 2. kör  | Végeredmény | Végeredmény |
| Versenyző                                                           | Ló                                         | Versenyszám | Bünt.     | Hely.     | Bünt.     | Össz.     | Hely.     | Bünt.     | Össz.     | Hely.     | Bünt.   | Hely.   | Bünt.   | Hely.   | Bünt.       | Helyezés    |
| ------------------------------------------------------------------- | ------------------------------------------ | ----------- | --------- | --------- | --------- | --------- | --------- | --------- | --------- | --------- | ------- | ------- | ------- | ------- | ----------- | ----------- |
| Antonio Chedraui                                                    | Don Porfirio                               | Egyéni      | 1         | 13.       | 8         | 9         | 19.       | 8         | 17        | 20.       | kiesett | kiesett | kiesett | kiesett | kiesett     | kiesett     |
| Federico Fernández                                                  | Zorro                                      | Egyéni      | 1         | 13.       | 9         | 10        | 23.       | 14        | 24        | 28.       | 12      | 28.     | kiesett | kiesett | kiesett     | kiesett     |
| Enrique González                                                    | Frida                                      | Egyéni      | 9         | 48.       | 16        | 25        | 46.       | kiesett   | kiesett   | kiesett   | kiesett | kiesett | kiesett | kiesett | kiesett     | kiesett     |
| Alberto Michán                                                      | Chinobampo Lavita                          | Egyéni      | 12        | 59.       | 9         | 21        | 44.       | 25        | 46        | 42.       | 12      | 28.     | kiesett | kiesett | kiesett     | kiesett     |
| Antonio Chedraui Alberto Michán Federico Fernández Enrique González | Don Porfirio Chinobampo Lavita Zorro Frida | Csapat      |           |           |           |           |           |           |           |           | 26      | 9.      | kiesett | kiesett | kiesett     | kiesett     |

## Műugrás
Férfi
| Versenyző      | Versenyszám        | Selejtező | Selejtező | Elődöntő | Elődöntő | Döntő   | Döntő    |
| Versenyző      | Versenyszám        | Pont      | Helyezés  | Pont     | Helyezés | Pont    | Helyezés |
| -------------- | ------------------ | --------- | --------- | -------- | -------- | ------- | -------- |
| Yahel Castillo | Egyéni műugrás     | 480,65    | 3.        | 504,55   | 4.       | 462,10  | 7.       |
| Rommel Pacheco | Egyéni toronyugrás | 465,45    | 9.        | 453,80   | 9.       | 460,20  | 8.       |
| Germán Sánchez | Egyéni toronyugrás | 399,35    | 22.       | kiesett  | kiesett  | kiesett | kiesett  |

Női
| Versenyző                    | Versenyszám          | Selejtező | Selejtező | Elődöntő | Elődöntő | Döntő   | Döntő    |
| Versenyző                    | Versenyszám          | Pont      | Helyezés  | Pont     | Helyezés | Pont    | Helyezés |
| ---------------------------- | -------------------- | --------- | --------- | -------- | -------- | ------- | -------- |
| Jashia Luna                  | Egyéni műugrás       | 276,85    | 17.       | 287,35   | 16.      | kiesett | kiesett  |
| Laura Sánchez                | Egyéni műugrás       | 334,35    | 5.        | 314,40   | 12.      | 312,25  | 10.      |
| Paola Espinosa               | Egyéni toronyugrás   | 343,60    | 7.        | 400,75   | 2.       | 380,95  | 4.       |
| Tatiana Ortíz                | Egyéni toronyugrás   | 345,70    | 6.        | 349,50   | 5.       | 343,60  | 5.       |
| Paola Espinosa Tatiana Ortíz | Szinkron toronyugrás |           |           |          |          | 330,06  |          |

## Ökölvívás
| Versenyző        | Versenyszám | Selejtező                           | Nyolcaddöntő                  | Negyeddöntő                   | Elődöntő          | Döntő             | Helyezés |
| Versenyző        | Versenyszám | Ellenfél Eredmény                   | Ellenfél Eredmény             | Ellenfél Eredmény             | Ellenfél Eredmény | Ellenfél Eredmény | Helyezés |
| ---------------- | ----------- | ----------------------------------- | ----------------------------- | ----------------------------- | ----------------- | ----------------- | -------- |
| Óscar Valdez     | Harmatsúly  | Enhbatín Badar-Úgan (MGL) · 4-15    | kiesett                       | kiesett                       | kiesett           | kiesett           | 17.      |
| Arturo Santos    | Pehelysúly  | Nick Okoth (KEN) · 6-2              | Alá esz-Szhíli (TUN) · 14-2   | Khédafi Djelkhir (FRA) · 9-14 | kiesett           | kiesett           | 5.       |
| Francisco Vargas | Könnyűsúly  | Jean de Dieu Soloniaina (MAD) · 9-2 | Georgian Popescu (ROU) · 4-14 | kiesett                       | kiesett           | kiesett           | 9.       |

## Öttusa
| Versenyző       | Versenyszám | Lövészet | Lövészet | Lövészet | Vívás    | Vívás | Vívás | Úszás   | Úszás | Úszás | Lovaglás | Lovaglás | Lovaglás | Lovaglás | Futás    | Futás | Futás | Összesen    | Összesen |
| Versenyző       | Versenyszám | Pontszám | Pont     | Hely.    | Eredmény | Pont  | Hely. | Idő     | Pont  | Hely. | Idő      | Hibapont | Pont     | Hely.    | Idő      | Pont  | Hely. | Összes pont | Helyezés |
| --------------- | ----------- | -------- | -------- | -------- | -------- | ----- | ----- | ------- | ----- | ----- | -------- | -------- | -------- | -------- | -------- | ----- | ----- | ----------- | -------- |
| Óscar Soto      | Férfi       | 171      | 988      | 31.      | 20-15    | 880   | 7.*   | 2:10,60 | 1236  | 30.   | 1:17,32  | 40       | 1160     | 3.       | 9:21,95  | 1156  | 9.    | 5420        | 8.       |
| Marlene Sánchez | Női         | 186      | 1168     | 4.       | 17-18    | 808   | 18.** | 2:27,39 | 1152  | 31.   | 1:32,47  | 180      | 1020     | 29.      | 11:18,11 | 1008  | 30.   | 5156        | 28.      |

* - két másik versenyzővel azonos eredményt ért el

** - három másik versenyzővel azonos eredményt ért el

## Röplabda

### Strandröplabda

#### Női
| Versenyző                          | Csoportkör | Csoportkör | 16 közé jutásért                                                    | Nyolcaddöntő      | Negyeddöntő       | Elődöntő          | Döntő             | Helyezés |
| Versenyző                          | Ellenfél Eredmény | Hely.      | Ellenfél Eredmény                                                   | Ellenfél Eredmény | Ellenfél Eredmény | Ellenfél Eredmény | Ellenfél Eredmény | Helyezés |
| ---------------------------------- | --- | ---------- | ------------------------------------------------------------------- | ----------------- | ----------------- | ----------------- | ----------------- | -------- |
| Bibiana Candelas Mayra Aide García | F csoport · Brazília (BRA) · Talita Antunes · Renata Ribeiro · 21-18, 16-21, 8-15 · Görögország (GRE) · Vaszilikí Karandásziu · Vaszilikí Arvaníti · 21-17, 16-21, 15-12 · Ausztria (AUT) · Stefanie Schwaiger · Doris Schwaiger · 17-21, 10-21 | 3.         | Norvégia (NOR) · Nila Håkedal · Ingrid Tørlen · 22-20, 12-21, 11-15 | kiesett           | kiesett           | kiesett           | kiesett           | 17.      |

## Sportlövészet
Férfi
| Versenyző          | Versenyszám | Selejtező | Selejtező | Döntő   | Döntő    |
| Versenyző          | Versenyszám | Pont      | Helyezés  | Pont    | Helyezés |
| ------------------ | ----------- | --------- | --------- | ------- | -------- |
| Roberto José Elías | Légpuska    | 590       | 25.       | kiesett | kiesett  |
| José Luis Sánchez  | Légpuska    | 591       | 24.       | kiesett | kiesett  |
| Ariel Flores       | Skeet       | 111       | 27.       | kiesett | kiesett  |

Női
| Versenyző      | Versenyszám           | Selejtező | Selejtező | Döntő   | Döntő    |
| Versenyző      | Versenyszám           | Pont      | Helyezés  | Pont    | Helyezés |
| -------------- | --------------------- | --------- | --------- | ------- | -------- |
| Natalia Zamora | Sportpuska, összetett | 569       | 36.       | kiesett | kiesett  |

## Súlyemelés
Női
| Versenyző                | Versenyszám | Szakítás | Szakítás | Lökés    | Lökés    | Összesen | Helyezés |
| Versenyző                | Versenyszám | Eredmény | Helyezés | Eredmény | Helyezés | Összesen | Helyezés |
| ------------------------ | ----------- | -------- | -------- | -------- | -------- | -------- | -------- |
| Luz Acosta               | 63 kg       | 103,0    | 4.*      | 120,0    | 8.*      | 223,0    | 8.       |
| Damaris Gabriela Aguirre | 75 kg       | 109,0    | 8.       | 136,0    | 5.       | 245,0    | 6.       |

* - egy másik versenyzővel azonos eredményt ért el

## Szinkronúszás
| Versenyző                        | Versenyszám | Technikai gyakorlat | Technikai gyakorlat | Selejtező        | Selejtező        | Selejtező  | Selejtező  | Döntő            | Döntő            | Döntő      | Döntő      | Helyezés |
| Versenyző                        | Versenyszám | Technikai gyakorlat | Technikai gyakorlat | Szabad gyakorlat | Szabad gyakorlat | Összesítés | Összesítés | Szabad gyakorlat | Szabad gyakorlat | Összesítés | Összesítés | Helyezés |
| Versenyző                        | Versenyszám | Pont                | Hely.               | Pont             | Hely.            | Pont       | Hely.      | Pont             | Hely.            | Pont       | Hely.      | Helyezés |
| -------------------------------- | ----------- | ------------------- | ------------------- | ---------------- | ---------------- | ---------- | ---------- | ---------------- | ---------------- | ---------- | ---------- | -------- |
| Mariana Cifuentes Blanca Delgado | Páros       | 42,334              | 19.                 | 42,834           | 17.              | 85,168     | 19.        | kiesett          | kiesett          | kiesett    | kiesett    | 19.      |

## Taekwondo
Férfi
| Versenyző       | Versenyszám | Nyolcaddöntő                  | Negyeddöntő                 | Elődöntő                        | Vigaszág elődöntő | Bronz- mérkőzés   | Döntő                          | Helyezés |
| Versenyző       | Versenyszám | Ellenfél Eredmény             | Ellenfél Eredmény           | Ellenfél Eredmény               | Ellenfél Eredmény | Ellenfél Eredmény | Ellenfél Eredmény              | Helyezés |
| --------------- | ----------- | ----------------------------- | --------------------------- | ------------------------------- | ----------------- | ----------------- | ------------------------------ | -------- |
| Guillermo Pérez | Légsúly     | Michael Harvey (GBR) · 3-2    | Rohullah Nikpai (AFG) · 2-1 | Chutchawal Khawlaor (THA) · 3-1 |                   |                   | Yulis Mercedes (DOM) · SUP 1-1 |          |
| Idulio Islas    | Pehelysúly  | Isah Mohammad (NGR) · 2-2 SUP | kiesett                     | kiesett                         |                   |                   |                                | 11.      |

Női
| Versenyző      | Versenyszám | Nyolcaddöntő                | Negyeddöntő                     | Elődöntő                    | Vigaszág elődöntő | Bronz- mérkőzés   | Döntő                    | Helyezés |
| Versenyző      | Versenyszám | Ellenfél Eredmény           | Ellenfél Eredmény               | Ellenfél Eredmény           | Ellenfél Eredmény | Ellenfél Eredmény | Ellenfél Eredmény        | Helyezés |
| -------------- | ----------- | --------------------------- | ------------------------------- | --------------------------- | ----------------- | ----------------- | ------------------------ | -------- |
| María Espinoza | Nehézsúly   | Haula Ben Hamza (TUN) · 4-0 | Karolina Kedzierska (SWE) · 4-2 | Sarah Stevenson (GBR) · 4-1 |                   |                   | Nina Solheim (NOR) · 3-1 |          |

SUP - döntő fölény

## Tollaslabda
| Versenyző       | Versenyszám | Selejtező                                | 32-es főtábla     | Nyolcaddöntő      | Negyeddöntő       | Elődöntő          | Bronz- mérkőzés   | Döntő             | Helyezés |
| Versenyző       | Versenyszám | Ellenfél Eredmény                        | Ellenfél Eredmény | Ellenfél Eredmény | Ellenfél Eredmény | Ellenfél Eredmény | Ellenfél Eredmény | Ellenfél Eredmény | Helyezés |
| --------------- | ----------- | ---------------------------------------- | ----------------- | ----------------- | ----------------- | ----------------- | ----------------- | ----------------- | -------- |
| Deyanira Angulo | Női egyes   | Hádija Hoszni (EGY) · 18-21, 21-7, 14-21 | kiesett           | kiesett           | kiesett           | kiesett           | kiesett           | kiesett           | 33.      |

## Torna
Női
| Versenyző      | Versenyszám      | Selejtező | Selejtező | Döntő    | Döntő    |
| Versenyző      | Versenyszám      | Pontszám  | Helyezés  | Pontszám | Helyezés |
| -------------- | ---------------- | --------- | --------- | -------- | -------- |
| Maricela Cantú | Talaj            | 14,025    | 50.       | kiesett  | kiesett  |
| Maricela Cantú | Ugrás            | 13,925    | 11.       | kiesett  | kiesett  |
| Maricela Cantú | Felemás korlát   | 12,625    | 78.       | kiesett  | kiesett  |
| Maricela Cantú | Gerenda          | 12,700    | 79.       | kiesett  | kiesett  |
| Maricela Cantú | Egyéni összetett | 53,525    | 56.       | kiesett  | kiesett  |

## Triatlon
| Versenyző         | Versenyszám | 1,5 km úszás | 1,5 km úszás | 40 km kerékpározás | 40 km kerékpározás | 10 km futás      | 10 km futás      | Összesítés    | Összesítés    |
| Versenyző         | Versenyszám | Idő          | Hely.        | Idő                | Hely.              | Idő              | Hely.            | Idő           | Helyezés      |
| ----------------- | ----------- | ------------ | ------------ | ------------------ | ------------------ | ---------------- | ---------------- | ------------- | ------------- |
| Francisco Serrano | Férfi       | 18:56        | 53.          | 58:08              | 3.                 | 36:42            | 44.              | 1:54:46,09    | 44.           |
| Adriana Corona    | Női         | 21:16        | 53.          | nem teljesítette   | nem teljesítette   | nem teljesítette | nem teljesítette | nem ért célba | nem ért célba |

## Úszás
Férfi
| Versenyző    | Versenyszám      | Előfutam | Előfutam | Előfutam | Elődöntő | Elődöntő | Elődöntő | Döntő     | Döntő    |
| Versenyző    | Versenyszám      | Idő      | Hely.    | Össz.    | Idő      | Hely.    | Össz.    | Idő       | Helyezés |
| ------------ | ---------------- | -------- | -------- | -------- | -------- | -------- | -------- | --------- | -------- |
| Luis Escobar | 10 km nyílt vízi |          |          |          |          |          |          | 1:53:47,9 | 18.      |
| Juan Veloz   | 100 m pillangó   | 53,58    | 5.       | 45.*     | kiesett  | kiesett  | kiesett  | kiesett   | kiesett  |
| Juan Veloz   | 200 m pillangó   | 1:57,32  | 8.       | 23.      | kiesett  | kiesett  | kiesett  | kiesett   | kiesett  |

Női
| Versenyző         | Versenyszám      | Előfutam | Előfutam | Előfutam | Elődöntő | Elődöntő | Elődöntő | Döntő     | Döntő    |
| Versenyző         | Versenyszám      | Idő      | Hely.    | Össz.    | Idő      | Hely.    | Össz.    | Idő       | Helyezés |
| ----------------- | ---------------- | -------- | -------- | -------- | -------- | -------- | -------- | --------- | -------- |
| Susana Escobar    | 400 m gyors      | 4:11,99  | 1.       | 20.      |          |          |          | kiesett   | kiesett  |
| Susana Escobar    | 800 m gyors      | 8:33,51  | 1.       | 18.      |          |          |          | kiesett   | kiesett  |
| Susana Escobar    | 400 m vegyes     | 4:47,32  | 5.       | 30.      |          |          |          | kiesett   | kiesett  |
| Fernanda González | 100 m hát        | 1:02,76  | 6.       | 35.      | kiesett  | kiesett  | kiesett  | kiesett   | kiesett  |
| Fernanda González | 200 m hát        | 2:14,64  | 4.       | 28.      | kiesett  | kiesett  | kiesett  | kiesett   | kiesett  |
| Adriana Marmolejo | 100 m mell       | 1:10,73  | 2.       | 31.      | kiesett  | kiesett  | kiesett  | kiesett   | kiesett  |
| Adriana Marmolejo | 200 m mell       | 2:28,10  | 2.       | 22.      | kiesett  | kiesett  | kiesett  | kiesett   | kiesett  |
| Imelda Martínez   | 10 km nyílt vízi |          |          |          |          |          |          | 2:01:07,9 | 20.      |

* - egy másik versenyzővel azonos időt ért el

## Vitorlázás
Férfi
| Versenyző  | Versenyszám     | Futam | Futam | Futam | Futam | Futam | Futam | Futam | Futam | Futam | Futam | Futam | Pontszám | Helyezés |
| Versenyző  | Versenyszám     | 1     | 2     | 3     | 4     | 5     | 6     | 7     | 8     | 9     | 10    | É     | Pontszám | Helyezés |
| ---------- | --------------- | ----- | ----- | ----- | ----- | ----- | ----- | ----- | ----- | ----- | ----- | ----- | -------- | -------- |
| David Mier | Szörfvitorlázás | 16    | 5     | 17    | 6     | 12    | 29    | 23    | 21    | 4     | 25    | -     | 129      | 17.      |

Női
| Versenyző   | Versenyszám     | Futam | Futam | Futam | Futam | Futam | Futam | Futam | Futam | Futam | Futam | Futam | Pontszám | Helyezés |
| Versenyző   | Versenyszám     | 1     | 2     | 3     | 4     | 5     | 6     | 7     | 8     | 9     | 10    | É     | Pontszám | Helyezés |
| ----------- | --------------- | ----- | ----- | ----- | ----- | ----- | ----- | ----- | ----- | ----- | ----- | ----- | -------- | -------- |
| Demita Vega | Szörfvitorlázás | 23    | 21    | 25    | 25    | 17    | 21    | 20    | 19    | 19    | 26    | -     | 190      | 23.      |
| Tania Elías | Laser radial    | 27    | 25    | 29    | 13    | 15    | 16    | 7     | 3     | 1     |       | -     | 107      | 13.      |

É - éremfutam

## Vívás
Női
| Versenyző       | Versenyszám  | Selejtező                    | 32-es főtábla     | Nyolcaddöntő      | Negyeddöntő       | Elődöntő          | Bronz- mérkőzés   | Döntő             | Helyezés |
| Versenyző       | Versenyszám  | Ellenfél Eredmény            | Ellenfél Eredmény | Ellenfél Eredmény | Ellenfél Eredmény | Ellenfél Eredmény | Ellenfél Eredmény | Ellenfél Eredmény | Helyezés |
| --------------- | ------------ | ---------------------------- | ----------------- | ----------------- | ----------------- | ----------------- | ----------------- | ----------------- | -------- |
| Angélica Larios | Kard, egyéni | Araceli Navarro (ESP) · 4-15 | kiesett           | kiesett           | kiesett           | kiesett           | kiesett           | kiesett           | 33.      |